# Adventures of Lolo 3
Adventures of Lolo 3 es un videojuego de lógica publicado en 1991 por HAL Laboratory para la Nintendo Entertainment System. Este se basa en la serie de videojuegos japonesa Eggerland. Esta fue la tercera y última entrega la serie Adventures of Lolo lanzada en EE. UU.. Este juego incluye algunas nuevas adiciones a la jugabilidad.
En Japón, este juego fue lanzado como The Adventures of Lolo 2 debido a que Adventures of Lolo no fue lanzado en Japón. Además, la versión japonesa del juego tenía una curva de dificultad diferente, las diferentes etapas, y Moby (la criatura parecida a una ballena) apareció en el nivel 9 en lugar del nivel 11. 
Para obtener más información sobre cómo jugar este juego, ver el artículo de Eggerland.

## Argumento
Del manual de Adventures of Lolo 3:

Lolo, Lala y sus amigos han vivido pacíficamente durante muchos años, desde la derrota del Gran Diablo (en The Adventures of Lolo 2). Pero inesperadamente su hijo y heredero, el nuevo rey de Eggerland, lanzó una cápsula hueca llena de una extraña poción que convierte a los habitantes del diminuto reino de Lolo y Lala en piedra. Sólo Lolo y Lala, disfrutando del sol a la orilla del lago entre los dos reinos, se salvaron de esta horrible suerte. Valientes en la cara de la adversidad, nuestro héroe y heroína salen juntos a derrotar al malvado Rey y deshacerse de su hechizo. Sólo tu puedes ayudar a nuestra valiente pareja ahora... 